# 안드레아스 스코우 올센
안드레아스 스코우 올센(덴마크어: Andreas Skov Olsen, 1999년 12월 29일 ~)는 덴마크의 축구 선수로 현재 독일 분데스리가의 VfL 볼프스부르크에서 윙어로 활약 중이다.